# Porte des Juifs
La Porte des Juifs était une des portes du troisième mur d'enceinte de la forteresse de Luxembourg qui donnait accès par l'axe de la Grand-rue à la ville de Luxembourg. 
Celle-ci marqua l'histoire de la ville de son importance, non seulement car elle fut longtemps la plus usitée, mais aussi par le nombre d’évènements qui s'y sont déroulés.

## Toponymie
Concernant la dénomination de la porte, il semblerait qu’il y ait plusieurs thèses. Selon certains historiens s’étant intéressés à la présence juive au Luxembourg, son appellation serait due au fait que les juifs habitant la ville de Luxembourg se seraient installés à proximité de la porte (d’ailleurs il arrive encore parfois que l’on appelle la partie de la Grand-rue allant au-delà de la rue Philippe II, la « JuddeGaass ». C’est-à-dire, le quartier juif). Tandis que d’autres soutiennent que son appellation viendrait du fait qu'un vieux cimetière juif se serait trouvé proche.

## Histoire
La « porte des Juifs » mentionnée dès 1387, fut construite au cours du XIVe siècle lors de l’agrandissement du pourtour défensif de la ville de Luxembourg. Cet agrandissement considérable avait très certainement été orchestré avec à l’esprit, l’idée d’un développement important de la ville et ainsi la porte des Juifs fut construite à une distance conséquente du centre d'activité de la ville. Celle-ci, construite dans l’axe de la Grand-rue, faisait partie intégrante du troisième mur d’enceinte qui délimitera d’ailleurs la superficie de la ville jusqu'au démantèlement de la forteresse survenant en 1867. La porte des Juifs fut pendant presque trois siècles la plus importante de la ville. Son importance fut telle qu’au XVe siècle, on y collectait plus de taxes d’entrée qu'aux autres portes réunies. 
Au début, la porte des Juifs était une tour de forme carrée (équipée de meurtrières) à la toiture pyramidale et par laquelle on traversait sous une voûte ogivale. Par la suite celle-ci se vit élargie et on l’accommoda d’une voûte à deux arcs, un témoignage de l’intensité de son utilisation. Pour ce qui était de ses défenses, la porte fut dotée de tout ce qui se faisait de mieux pour l’époque (par exemple, elle était munie d’un pont-levis) et l’on retrouvait à l’extérieur de celle-ci des palissades défensives en bois de charpente, qui lors d’une attaque pouvaient être rapidement fermées et ainsi barrer (séparément ou conjointement) les trois chemins convergeant vers la porte (venant respectivement de Hollerich, Merl et Strassen) afin d’entraver une éventuelle charge de cavalerie.
Cependant, la succession de sièges démontra que l’ouvrage n'était plus à même de contenir une attaque efficacement. Il se pourrait que cela soit dû au fait de cette convergence des trois importants chemins précédemment mentionnés vers cette même porte, mais aussi à la disposition naturelle du terrain à son approche qui aurait avantagé l’agresseur. En réponse à cela, l’abandon de la porte des Juifs dans son rôle défensif fut envisagé et dès 1626 débuta la construction d'une nouvelle porte de remplacement, la Porte-Neuve. Celle-ci ne fut véritablement ouverte que dix années plus tard. 
En 1636, la porte des Juifs fut maçonnée pour être transformée en magasin auquel sa double voûte servit d’entrée. Celle-ci resta telle quelle dans cette configuration pendant encore deux siècles, jusqu'au démantèlement de la forteresse en 1867.